# Charles de Brosses
Charles de Brosses, comte de Tournay, baron de Montfalcon, seigneur de Vezins et de Prevessin, kallad le président de Brosses, född 7 februari 1709 i Dijon, död 7 maj 1777 i Paris, var en fransk historiker, författare och lingvist.  
Brosses var vid sin död parlamentspresident i sin födelsestad. Hans författarskap omfattar både arkeologi, de geografiska upptäckternas historia, språkvetenskap och den klassiska historien. Hans främsta arbeten på dessa områden är Histoire de la république romaine dans le cours du VII:e siècle (1777), som delvis utgörs av en kommenterad upplaga av Sallustius, och Traité de la formation mécanique des langues (1765), som länge åtnjöt högt anseende. Brosses avhandlade samma ämne som medarbetare i encyklopedin. Hans mest bekanta och ännu lästa arbete utgörs av hans skildringar från en resa i Italien, vilka först och ofullständigt utkom under titeln Voyage d'un français en Italie (1769), sedermera under titlarna Lettres familières (1858) och Le président de Brosses en Italie (1858).